# Paríjskaia Kommuna (Saràtov)
|  | Per a altres significats, vegeu «Paríjskaia Kommuna». |

Paríjskaia Kommuna (en rus: Парижская Коммуна) és un poble (un possiólok) de l'óblast de Saràtov, a Rússia, segons el cens del 2010 tenia 53 habitants. Pertany al districte municipal de Líssie Gori.